# آهنگسازی
آهنگسازی (Music composition) به فرایند آفرینش و ساخت یک قطعهٔ جدید موسیقی می‌گویند و کسی را که چنین می‌کند، آهنگساز می‌نامند.
در واقع، آهنگ‌سازی، درک یک قطعه موسیقی، آفرینش، و ساخت آن است.
یک قطعهٔ موسیقی در آهنگ‌سازی، با نت‌نویسی یا یک رویداد صوتیِ منفرد پدید می‌آید. ساختهٔ موسیقایی اگر پیش از اجرا ساخته شده‌باشد، می‌تواند از راه حافظه، نُتِ نوشته‌شده یا ترکیبی از آن‌ها اجرا شود. ساخته‌های موسیقایی دربرگیرندهٔ عناصر موسیقایی‌ست که به‌طور گسترده از فردی به فردی دیگر و میان فرهنگ‌ها متفاوت است.
بداهه‌نوازی، هنر ساخت موسیقی در حین اجراست.